# Ngày Hội chứng Down thế giới
Ngày Hội chứng Down thế giới được cử hành vào ngày 21 tháng 3 hàng năm. Vào ngày này, các tổ chức hội chứng Down trên khắp thế giới tổ chức các hoạt động tuyên truyền để nâng cao nhận thức của công chúng về hội chứng Down.
Ngày 21 tháng 3 được Down Syndrome International chọn làm "Ngày Hội chứng Down thế giới" để biểu thị tính chất lạ thường của Hội chứng Down khi một người có 3 nhiễm sắc thể thứ 21 (trisomy) và được sử dụng một cách đồng nghĩa với hội chứng Down. Ngày 21 tháng 3 viết tắt theo tiếng Anh là 3.21st, ám chỉ việc một người có 3 nhiễm sắc thể thứ 21.
Liên Hợp Quốc công nhận ngày này là ngày lễ quốc tế trong Nghị quyết A/RES/66/149.

## Lịch sử
Ý tưởng ban đầu về dùng ngày 21 tháng 3 để ám chỉ tình trạng một người có 3 nhiễm sắc thể thứ 21 do Stylianos E. Antonarakis – nhà di truyền học của Trường Y học Đại học Genève đưa ra. Sau đó ngày Hội chứng Down lần đầu được tổ chức vào ngày 21 tháng 3 năm 2006 tại Genève.
Hội chứng Down được nhà di truyền học kiêm bác sĩ khoa nhi người Pháp Jérôme Lejeune xác định lần đầu năm 1959 là một rối loạn nhiễm sắc thể. Cứ khoảng 733 trẻ em sinh ra thì có một trẻ mắc hội chứng Down. Chỉ riêng Hoa Kỳ đã có khoảng hơn 400.000 bị hội chứng Down.

## Hoạt động
Hàng năm Liên Hợp Quốc đưa ra chủ đề cho ngày lễ quốc tế này.
Chủ đề của năm 2015 là "Cơ hội của tôi, lựa chọn của tôi - Hưởng quyền đầy đủ và bình đẳng và vai trò của gia đình". (My Opportunities, My Choices – Enjoying Full and Equal Rights and the Role of Families).